# New Middletown (Indiana)
New Middletown és un poble dels Estats Units a l'estat d'Indiana. Segons el cens del 2000 tenia 77 habitants.

## Demografia
Segons el cens del 2000, New Middletown tenia 77 habitants, 30 habitatges, i 18 famílies. La densitat de població era de 743,2 habitants/km².
Dels 30 habitatges en un 30% hi vivien nens de menys de 18 anys, en un 53,3% hi vivien parelles casades, en un 3,3% dones solteres, i en un 36,7% no eren unitats familiars. En el 23,3% dels habitatges hi vivien persones soles el 10% de les quals corresponia a persones de 65 anys o més que vivien soles. El nombre mitjà de persones vivint en cada habitatge era de 2,57 i el nombre mitjà de persones que vivien en cada família era de 3,05.
Per edats la població es repartia de la següent manera: un 22,1% tenia menys de 18 anys, un 11,7% entre 18 i 24, un 33,8% entre 25 i 44, un 23,4% de 45 a 60 i un 9,1% 65 anys o més.
L'edat mediana era de 37 anys. Per cada 100 dones de 18 o més anys hi havia 100 homes.
La renda mediana per habitatge era de 45.000 $ i la renda mediana per família de 45.833 $. Els homes tenien una renda mediana de 33.750 $ mentre que les dones 17.500 $. La renda per capita de la població era de 33.423 $. Cap de les famílies i el 6,3% de la població estaven per davall del llindar de pobresa.

## Poblacions més properes
El següent diagrama mostra les poblacions més properes.